# Macrocera azorica
Macrocera azorica is een muggensoort uit de familie van de Keroplatidae. De wetenschappelijke naam van de soort is voor het eerst geldig gepubliceerd in 1945 door Stora in Frey.